# Upplands runinskrifter 942
Upplands runinskrifter 942 är en vikingatida runsten av granit som hittades under Bredgränd, Uppsala och Uppsala kommun. Stenen hittades 1951 under schaktningsarbeten 1,5 meter under marknivån på Bredgränd i Uppsala. Stenen finns idag på Upplandsmuseet. Var stenen ursprungligen stått är inte känt men det är möjligt att den stått på en kristen begravningsplats. Ristningen är inte signerad men attribueras till Äsbjörn.

## Inskriften
Translitterering av runraden:
+ iurunt... ...t : risa : stin : eftiʀ : (k)-rþaʀ : sun ¤ ... ...- -uþ : sikni : ys : kumna · ualtiʀ hailakʀ : turuin
Normalisering till runsvenska:
Iorund[r le]t ræisa stæin æftiʀ G[æ]rðar, sun [sinn] ... [G]uð signi oss, gumna valdr, hæilagʀ drottinn.
Översättning till nusvenska:
Jorund lät resa stenen efter Gärdar, sin son ... Signe oss Gud, människors härskare, helige drotten!